# Antonio Corgnolini
Antonio Corgnolini detto Pettinajo (Arezzo, 4 febbraio 1707 – ...) è stato un fantino italiano.
Vinse sei volte il Palio di Siena su almeno sette partecipazioni.
Non esiste, tuttavia, una documentazione completa che consenta di ricostruirne integralmente le presenze in Piazza del Campo.

## Carriera
Pettinajo colse, con molta fortuna, la sua prima vittoria al Palio del 2 luglio 1730, allorché difendeva i colori della Selva.    
Il termine della carriera era all'epoca stabilito all'altezza del Palco dei Giudici, posizionato di fronte alla Fonte Gaia, in corrispondenza del Casino dei Nobili e il Palio si considerava concluso una volta oltrepassato, dopo i canonici tre giri di Piazza, per intero il Palco.    
Il Nicchio, con il fantino Capanna, giunse nettamente primo in prossimità della conclusione del terzo giro, quando la Selva, seconda, non aveva neppure passato la curva del Casato. Tuttavia, il cavallo nicchiaiolo si fermò senza apparente motivo a circa metà del Palco dei Giudici: mentre Capanna tentava invano di spronare l'animale, persino con l'aiuto di alcuni nicchiaioli scesi sulla lizza a spingerlo a forza, sopraggiunse Pettinajo che, in groppa a Rosino, oltrepassò interamente il Palco.   
Increduli per la beffa subìta, i nicchiaioli pretendevano comunque la vittoria, che tuttavia i giudici della vincita riconobbero come da regolamento alla Selva. Ne nacque un tafferuglio con i selvaioli, talmente violento che il drappellone finì in brandelli. Dal canto suo, Capanna, nonostante fosse al culmine della carriera (aveva solo 27 anni e già cinque Palii vinti, di cui due nel 1729), decise di porre fine alla propria esperienza paliesca.
A risollevare le sorti del Nicchio, contrada nonna e senza vittorie dal 1683, sarebbe stato proprio Pettinajo al Palio del 2 luglio 1731.
Il fantino aretino colse la terza affermazione consecutiva il successivo 16 agosto, quando portò alla vittoria la Giraffa in una carriera nuovamente conclusa in bagarre. Pettinajo, in groppa a Inoscato, giunse alla conclusione del Palio precedendo di poco l'Oca e, nello sforzo di mantenere la prima posizione, cadde da cavallo subito dopo l'arrivo. Gli ocaioli pretesero la vittoria, sostenendo che il proprio barbero avesse superato la Giraffa appena prima dell'arrivo. Solo all'una di notte, dopo che si erano calmate le acque, i Deputati della Festa poterono consegnare il drappellone alla Giraffa, riconosciuta vincitrice.
Il 16 agosto 1733 Pettinajo colse, con i colori della Chiocciola, la sua quarta vittoria, oltretutto montando un cavallo di sua proprietà.    
Poco meno di cinque anni dopo, il 2 luglio 1738, conseguì il quinto successo per il Drago.
La sesta e ultima vittoria di Pettinajo giunse, per il Bruco, al Palio straordinario del 2 aprile 1739, indetto per la visita a Siena del primo granduca lorenese Francesco III.

## Presenze al Palio di Siena
Le vittorie sono evidenziate ed indicate in neretto.
| Palio          | Contrada   | Cavallo                                    | Note |
| -------------- | ---------- | ------------------------------------------ | ---- |
| 2 luglio 1730  | Selva      | Rosino                                     |      |
| 2 luglio 1731  | Nicchio    | Baio dell'Osteria della Scala              |      |
| 16 agosto 1731 | Giraffa    | Inoscato                                   |      |
| 16 agosto 1733 | Chiocciola | Leardo moscato di A. Corgnolini            |      |
| 2 luglio 1734  | Oca        | Baio di P. Cetti                           |      |
| 2 luglio 1738  | Drago      | Sauro bruciato della posta di Buonconvento |      |
| 2 aprile 1739  | Bruco      | Leardo                                     |      |